# Phyllophaga nitida
Phyllophaga nitida är en skalbaggsart som beskrevs av Leconte 1856. Phyllophaga nitida ingår i släktet Phyllophaga och familjen Melolonthidae. Inga underarter finns listade i Catalogue of Life.